# Kathrin Ackermann
Kathrin Ackermann, geschiedene Ackermann-Furtwängler (* 28. Januar 1938 in Wiesbaden), ist eine deutsche Schauspielerin und Synchronsprecherin.

## Leben und Wirken

### Familie
Kathrin Ackermann ist eine Tochter von Hans Ackermann und Elisabeth Ackermann, geborene Albert. Der Archäologe Adolf Furtwängler war ihr Großvater. Ihr Vater fiel während des Zweiten Weltkriegs im Frankreich-Feldzug, ihre Mutter heiratete in zweiter Ehe den Dirigenten Wilhelm Furtwängler (1886–1954). Somit war dieser der Stiefvater von Kathrin Ackermann. Ackermann war mit Bernhard Furtwängler, einem Sohn von Wilhelms Bruder Walter Furtwängler, verheiratet. Ihre gemeinsame Tochter ist die Schauspielerin Maria Furtwängler, ihre gemeinsamen Söhne sind der Betriebswirt David Furtwängler und der Mathematikprofessor Felix Furtwängler. Ackermanns Großmutter mütterlicherseits war die Politikerin Katharina von Kardorff-Oheimb, die in zweiter Ehe mit Ernst Albert verheiratet war, einem Sohn des Industriellen Heinrich Albert; aus dieser Ehe stammte Ackermanns Mutter Elisabeth.
Kathrin Ackermann ist geschieden und lebt in München.

### Beruflicher Werdegang
Aufgewachsen in Lausanne, absolvierte Ackermann die Otto-Falckenberg-Schule in München. 1959 debütierte sie am Bayerischen Staatsschauspiel München, wo sie von 1961 bis 1979  insbesondere am Residenztheater wirkte. Danach trat sie als freischaffende Schauspielerin insbesondere an Münchner Privatbühnen auf.
In sehr unterschiedlichen Rollen war sie auch in Filmen und im Fernsehen zu sehen wie z. B. in den Fernsehserien Die glückliche Familie und Vater wider Willen. Neue Popularität erlangte sie zuletzt in Folgen der Krimireihe Tatort als Mutter der Kommissarin Charlotte Lindholm, die von ihrer wirklichen Tochter Maria Furtwängler gespielt wird.
Als Synchronsprecherin lieh Ackermann ihre Stimme unter anderem der Schauspielerin Katey Sagal in ihrer Rolle als Peggy Bundy in der Serie Eine schrecklich nette Familie.
2014 und 2022 übernahm sie tragende Rollen in mehreren Hörspielen der Reihen Gruselkabinett, Sherlock Holmes und Titania Special von Titania Medien.
Ackermann lehrte 2008 als Dozentin für Schauspiel an der Bayerischen Theaterakademie August Everding in München im Studiengang Musical.

## Filmografie (Auswahl)
- 1959: Drillinge an Bord
- 1959: Der Kirschgarten (Fernsehfilm)
- 1962: Bekenntnisse eines möblierten Herrn
- 1963: Die Karte mit dem Luchskopf (Fernsehserie, Folge: Technische Störungen)
- 1963: Kein Krieg für Amédée (Fernsehfilm)
- 1963: Wochentags immer
- 1964: Kookie & Co. (Fernsehfilm)
- 1964: Der Nachtkurier meldet (Fernsehserie, Folge: Polizisten sind auch nur Menschen)
- 1965: Alarm in den Bergen (Fernsehserie, Folge: Harte Fäuste – rauhe Sitten)
- 1967: Verräter (Fernseh-Dreiteiler)
- 1967: Herrliche Zeiten im Spessart
- 1969: Nur der Freiheit gehört unser Leben (Fernsehfilm)
- 1970: Unter den Dächern von St. Pauli
- 1970: Die seltsamen Methoden des Franz Josef Wanninger (Fernsehserie, Folge: Der Privatdetektiv)
- 1971: Columbo: Tödliche Trennung (Fernsehserie, Stimme der Lilly La Sanka)
- 1971–1974: Arsène Lupin (Fernsehserie)
- 1973: Hamburg Transit (Fernsehserie, Folge: Vorstrafen: Eine)
- 1975: Der Kommissar (Fernsehserie, Folge: Sturz aus großer Höhe)
- 1977: Tatort – Wer andern eine Grube gräbt …
- 1978: Tatort – Der Feinkosthändler
- 1979: Doctor Snuggles (Zeichentrickserie, Stimme Quiffy)
- 1982: Meister Eder und sein Pumuckl (Fernsehserie, Folge: Der Wollpullover)
- 1984: Ein Fall für Zwei (Fernsehserie, Folge: Zuckerbrot und Peitsche)
- 1984: Unerreichbare Nähe
- 1987–1989: Die glückliche Familie (Fernsehserie, 52 Episoden)
- 1987–1997: Eine schrecklich nette Familie (Fernsehserie, Stimme der Peggy Bundy)
- 1990: Zwischen Pankow und Zehlendorf
- 1990: Der Alte (Fernsehserie, Folge: Die Wahrheit)
- 1992–1995: Als die Tiere den Wald verließen (mehrere Stimmen)
- 1994–1995: Marienhof (Fernsehserie)
- 1995: Rosamunde Pilcher (Fernsehfilmreihe, Folge: Sommer am Meer)
- 1995: Vater wider Willen
- 1997: Kleines Arschloch (mehrere Stimmen)
- 1998: Herzflimmern (Fernsehfilm)
- 1998: Liebe und weitere Katastrophen (4 Teile)
- 1999: Die Häupter meiner Lieben
- 2002: Das Amt (Fernsehserie, Folge: Dichtung und Wahrheit)
- 2003: Ich back’ mir einen Mann
- 2004–2021: Tatort (Krimireihe, als Annemarie Lindholm)
  - 2003: Sonne und Sturm
  - 2003: Heimspiel
  - 2004: Märchenwald
  - 2005: Atemnot
  - 2005: Schwarzes Herz
  - 2006: Das namenlose Mädchen
  - 2007: Erntedank e. V.
  - 2007: Wem Ehre gebührt
  - 2008: Salzleiche
  - 2009: … es wird Trauer sein und Schmerz
  - 2009: Das Gespenst
  - 2010: Der letzte Patient
  - 2012: Das goldene Band
  - 2012: Wegwerfmädchen
  - 2014: Der sanfte Tod
  - 2015: Spielverderber
  - 2019: Das verschwundene Kind
  - 2021: Alles kommt zurück
- 2005: Und ich lieb Dich doch!
- 2006: Das kleine Arschloch und der alte Sack – Sterben ist Scheiße (Stimme der Mutter)
- 2007: Kinder, Kinder (Fernsehserie, 9 Episoden)
- 2007: Kommissar Stolberg (Fernsehserie, Folge: Gekauftes Glück)
- 2007: Mama arbeitet wieder
- 2011: Der Kaiser von Schexing
- 2012: Nicht mit mir, Liebling
- 2013: Die Rosenheim-Cops (Fernsehserie, Folge: Tod beim Gaupreisplatteln)
- 2014: Die Dienstagsfrauen – Sieben Tage ohne
- 2015: SOKO Wismar (Fernsehserie, Folge: Ein Bruder zum Verlieben)
- 2016: Eine Sommerliebe zu dritt
- 2017: Der Lehrer (Fernsehserie, Folge: Wusste gar nicht, dass Sie so'ne Dramaqueen sind)
- 2017: SOKO München (Fernsehserie, Folge: Tanz der junggebliebenen Herzen)
- 2018: Hotel Heidelberg: Kinder, Kinder!
- 2019, 2021 und 2024: Aktenzeichen XY … ungelöst
- 2019: Hotel Heidelberg: … Wer sich ewig bindet
- 2019: Hotel Heidelberg: Wir sind die Neuen
- 2019: In aller Freundschaft (Fernsehserie, Folge: Das Hohelied der Liebe)
- 2020: Die Chefin (Fernsehserie, Folge: Goliath)
- 2021: Watzmann ermittelt (Fernsehserie, Folge: Neue Zeiten)
- 2022: Hubert ohne Staller (Fernsehserie, Folge: Abgeschleppt)
- 2022: Der Alte (Fernsehserie, Folge 445: Böses Blut)
- 2023: München Mord: Der gute Mann vom Herzogpark (Fernsehreihe)

## Hörspiele
- 1972: Bei uns in Schilda, Folge 2 (Poly). Hörspielbearbeitung: Otfried Preußler. Regie: Heinz-Günter Stamm. Rolle: Margaret Punktum[6]
- 1981: Doctor Snuggles (Poly). Dialogbuch: Eberhard Storeck. Dialogregie: Günther Sauer. Rolle: Kwiffie[7]
- 2014: Gruselkabinett Folge 87 – Alraune (Titania Medien). Buch: Marc Gruppe. Regie: Marc Gruppe und Stephan Bosenius. Rolle: Frau Gontram[8]
- 2014: Titania Special Folge 10: Pinocchio (Titania Medien). Buch: Marc Gruppe. Regie: Marc Gruppe und Stephan Bosenius. Rolle: Grille[9]
- 2014: Sherlock Holmes – Die geheimen Fälle des Meisterdetektivs Folge 14 (Titania Medien): Eine Frage der Identität. Buch: Marc Gruppe. Regie: Marc Gruppe und Stephan Bosenius. Rolle: Mrs. Windibank[10]
- 2022: Gruselkabinett Folge 180 – Das unbewohnte Haus (Titania Medien). Buch: Marc Gruppe. Regie: Marc Gruppe und Stephan Bosenius. Rolle: Tante Julia[11]